# The Gardeners’ Chronicle

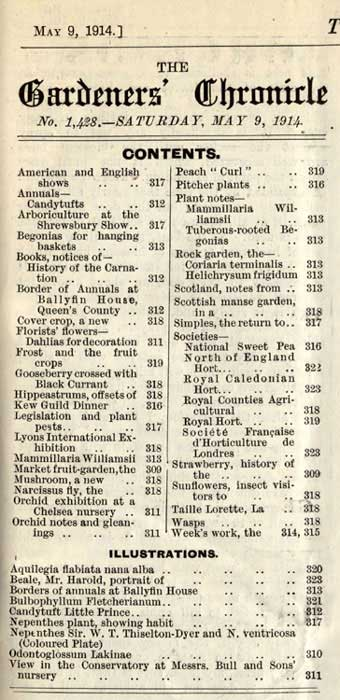
Inhaltsangabeseite der Ausgabe vom 9. Mai 1914

The Gardeners’ Chronicle war eine britische Gartenbauzeitschrift, die von 1841 bis 1986 in Großbritannien erschien.
Die Zeitschrift wurde 1841 von Joseph Paxton, Charles Wentworth Dilke, John Lindley und William Bradbury gegründet. Sie erschien ursprünglich in einem originalen Zeitungsformat, mit nationalen und internationalen Neuigkeiten, aber auch einer Vielzahl an Beiträgen von Gärtnern und Wissenschaftlern, die nahezu jeden erdenklichen Aspekt des Gartenbaus abdeckten.
Erster Herausgeber war der britische Botaniker John Lindley, später der Architekt, Botaniker und Gärtner Joseph Paxton. Im Gardeners’ Chronicle haben unter anderem Charles Darwin und Joseph Dalton Hooker veröffentlicht.
Bis 1873 war der Titel Gardeners’ Chronicle and agricultural Gazette, danach die meiste Zeit Gardeners’ Chronicle mit Untertitel A weekly illustrated Journal of Horticulture and allied Subjects. Von 1956 bis 1963 war der Titel Gardeners’ Chronicle and Gardening illustrated; von 1964 bis 1966 lautete er Gardeners’ Chronicle, Gardening illustrated and the Greenhouse. Von 1966 bis zur Einstellung 1986 lautete der Titel wieder Gardeners’ Chronicle mit mehrmals wechselnden Untertiteln.
Für Aufmerksamkeit sorgte die Zeitschrift unter anderem aufgrund ihres umfangreichen Werbungsteiles. Als ausgelöst durch die Great Exhibition von 1851 sowie eine Senkung der Steuer auf Glas schnell die Nachfrage nach kleinen gläsernen Gewächshäusern stieg, war die Auflage gespickt mit Werbung für Glashäuser, von denen viele durch Joseph Paxton selbst entworfen wurden. So schuf sich Paxton ein erkleckliches zusätzliches Einkommen.
1851 wurde die Auflage mit 6.500 Exemplaren beziffert. 1986 wurde die Zeitschrift als solche eingestellt; sie besteht jedoch als Teil des Magazins Horticulture Week in gewissem Sinne weiter fort.

## Belege
1. ↑  Flora Europaea. 2. Auflage. 1: Psilotaceae to Platanaceae Seiten=Appendix III (S. 512).
2. ↑  Webpräsenz der Horticulture Week.